# Tobias Wolff
Tobias Jonathan Ansell Wolff (Birmingham, 19 giugno 1945) è uno scrittore statunitense.

## Biografia
Nato a Birmingham, Alabama nel 1945, figlio di Rosemary Loftus e di Arthur Samuels Wolff (ingegnere aeronautico). Il padre era di religione ebraica, anche se Wolff non lo scoprì sino all'età adulta (Wolff è invece di religione cattolica). Wolff frequentò la Concrete High School ed in seguito fu ammesso alla Hill School dove utilizzò lo pseudonimo Tobias Jonathan von Ansell-Wolff, III. Successivamente venne espulso dalla scuola. Prestò servizio dell'esercito americano nel periodo della guerra del Vietnam.
Dal suo romanzo autobiografico This Boy's Life del 1989 è stato tratto nel 1993 il film Voglia di ricominciare di Michael Caton-Jones.

## Opere

### Romanzi
- Ugly Rumours, 1975, ISBN 00-48-231-17-7
- Il colpevole (The Barracks Thief, 1984), trad. di Angela Tranfo, Collana Einaudi Tascabili Stile Libero, Torino, Einaudi, 2002, ISBN 978-88-061-6351-8; col titolo Il ladro in caserma, Introduzione di Marco Peano, Collana Scarafaggi n.8, Roma, Racconti edizioni, 2023, ISBN  979-12-808-5408-7. [novella]
- Quell'anno a scuola (Old School, 2003), trad. di Alessandra Montrucchio, Collana Stile Libero, Torino, Einaudi, 2005, ISBN 978-88-061-7666-2.

### Raccolte di racconti
- In the Garden of the North American Martyrs, 1981, ISBN 0-88001-497-0
- Hunters in the Snow, 1981
- Back in the World, 1985
- The Collected Short Stories, 1990 [contiene le precedenti raccolte Hunters in the Snow e Back in the World e il romanzo breve The Barrack's Thief]
- Proprio quella notte (The Night in Question, 1997), trad. di Laura Noulian, Collana Einaudi Tascabili Stile Libero, Torino, Einaudi, 2001, ISBN 978-88-061-4700-6.
- La nostra storia comincia (Our Story Begins: New and Selected Stories, 2008), trad. di Grazia Giua, Collana Supercoralli, Torino, Einaudi, 2014, ISBN 978-88-061-9918-0. (raccolta di 19 racconti)[2]

### Memorie
- Memorie di un impostore (This Boy's Life, 1989), trad. di Lucio Angelini, Collana Omnibus stranieri, Milano, Mondadori, 1990, ISBN 978-88-043-3301-2; col titolo Un vero bugiardo. Vita di un ragazzo nell'America degli anni '50, Collana Stile Libero Big, Torino, Einaudi, 2003, ISBN 978-88-061-6563-5.
- Nell'esercito del faraone. Ricordi della guerra perduta (In Pharaoh's Army, 1994), trad. di Susanna Basso, Collana Supercoralli, Torino, Einaudi, 1996, ISBN 978-88-061-4064-9. [sulle esperienze come soldato nella guerra in Vietnam]

### Curatele
- Matters of Life and Death: New American Stories, 1983, ISBN 0-931694-17-5
- Best American Short Stories, 1994
- The Vintage Book of Contemporary American Short Stories, 1994, ISBN 0-679-74513-0